# Ny Octantis
Ny Octantis (ν Octantis, förkortat Ny Oct, ν Oct) som är stjärnans Bayerbeteckning, är en dubbelstjärna belägen i den yttre delen av stjärnbilden Oktanten. Den har en skenbar magnitud på 3,73 och är synlig för blotta ögat. Baserat på parallaxmätning inom Hipparcosuppdraget på ca 45,3 mas, beräknas den befinna sig på ett avstånd på ca 72 ljusår (ca 22 parsek) från solen.

## Egenskaper
Primärstjärnan Ny Octantis A är en orange till röd jättestjärna av spektralklass K1 III, som har förbrukat vätet i dess kärna och expanderat. Den har en massa som är ungefär lika med solens massa, en radie som är ca 5,9 gånger större än solens och utsänder från dess fotosfär ca 17,5 gånger mera energi än solen vid en effektiv temperatur på ca 4 850 K.
Nu Octantis är en spektroskopisk dubbelstjärna  där följeslagaren sannolikt är en röd dvärg sett utifrån dess låga massa.

## Planetariskt system
År 2009 antogs konstellationen innehålla en exoplanet baserad på störningar i omloppsperioden. En prograd lösning uteslöts dock snabbt, men en retrograd lösning förblir en möjlighet, även om variationerna i stället kan bero på att sekundärstjärnan är en närliggande följeslagare. Bildandet av en planet inom ett stjärnpar av aktuellt slag skulle därmed också vara svårt på grund av dynamiska störningar.